# 四大家魚

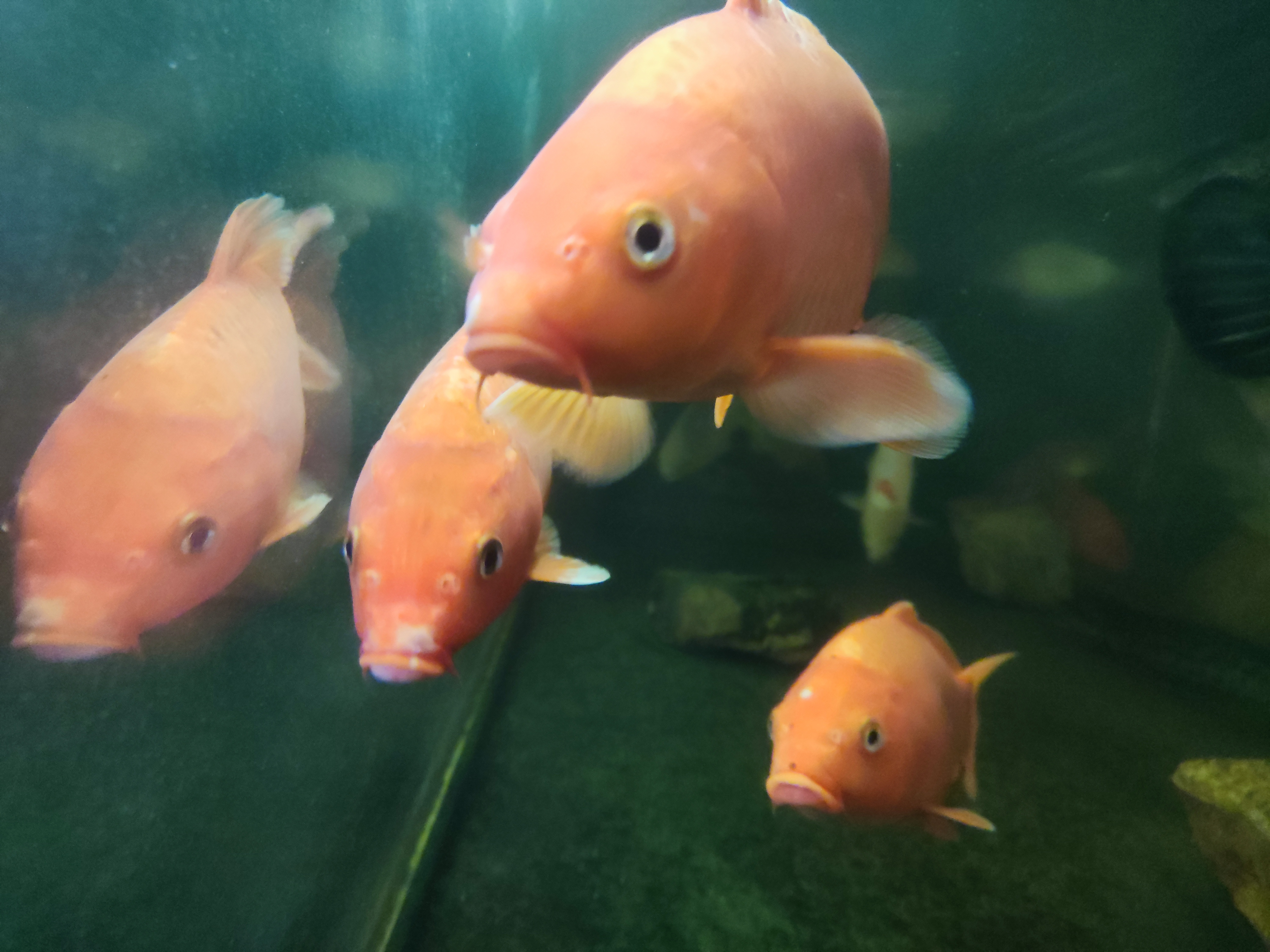
料理店で飼育されている家魚

四大家魚（よんだいかぎょ）は、中国において最も親しまれている4種の食用魚で、アオウオ・ソウギョ・ハクレン・コクレンの指す言葉である。

食性が違う4種類の魚たちの総称であるが4種ともいずれもコイ目コイ科に属し、あわせてこれら4種を同じ1つの池で飼育する、食物連鎖を巧みに利用した養魚システムそのものも意味する。これは、古来中国で伝承されてきたものである。

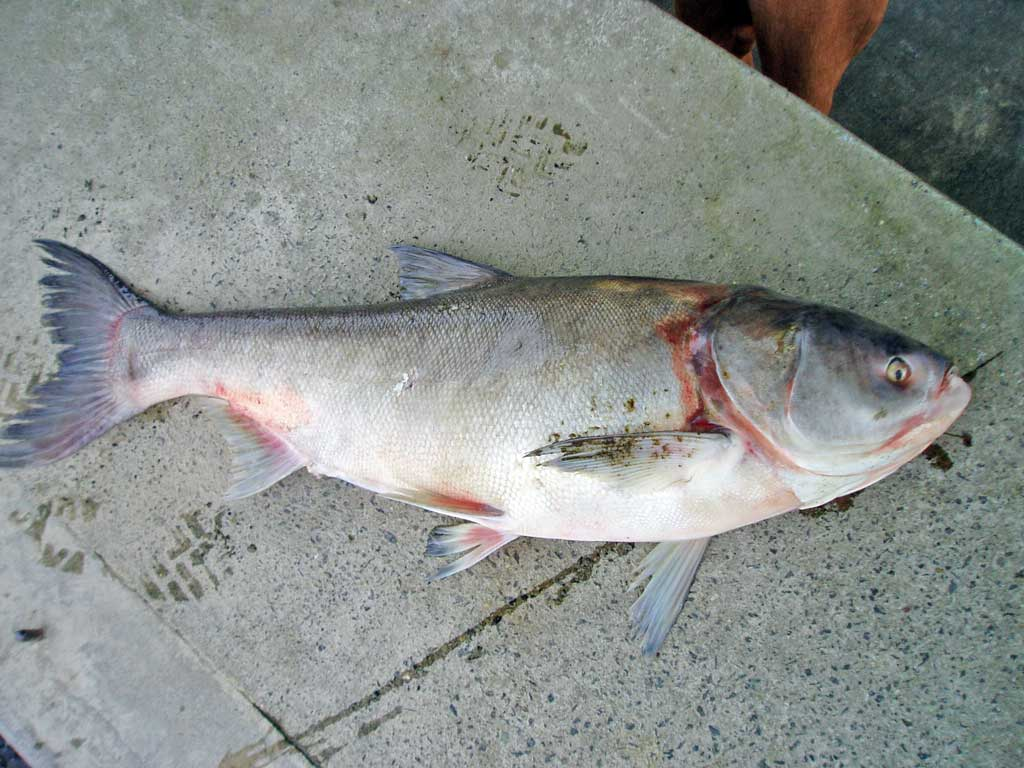
ハクレン

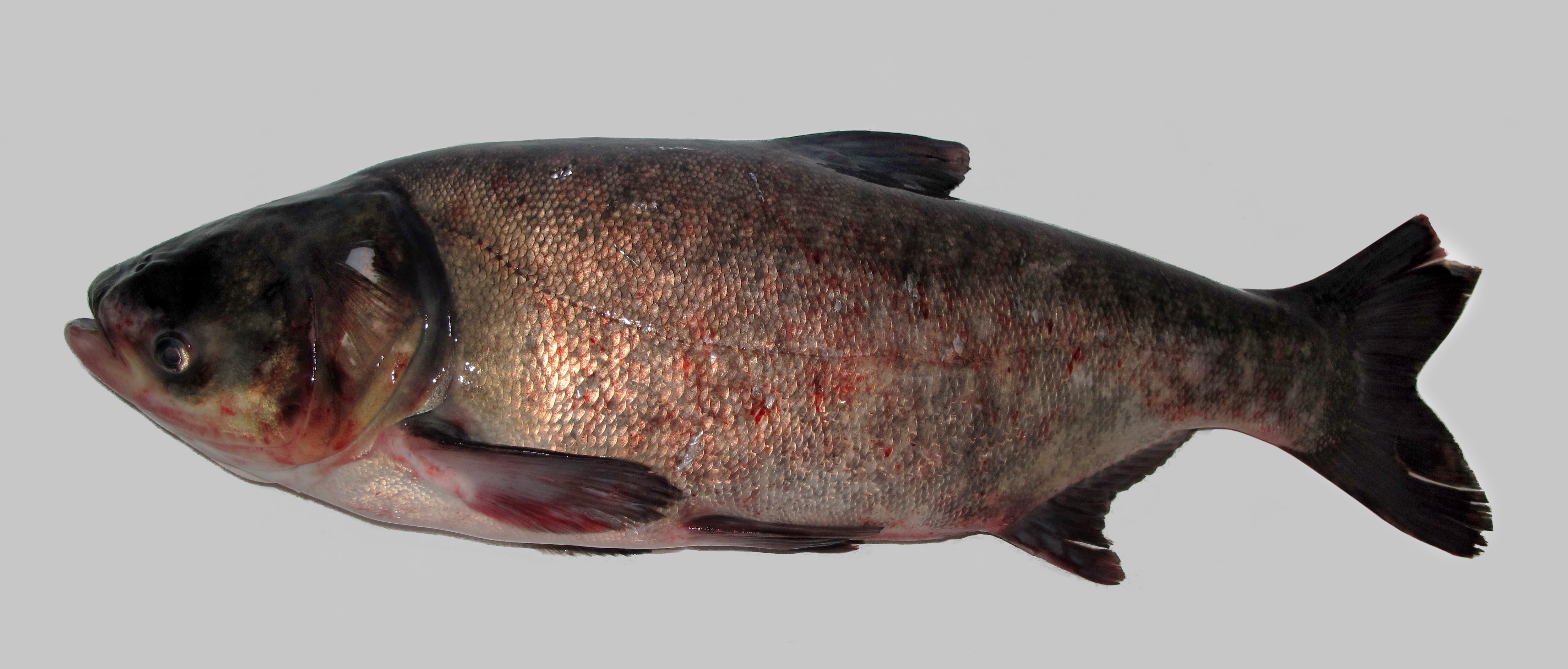
コクレン

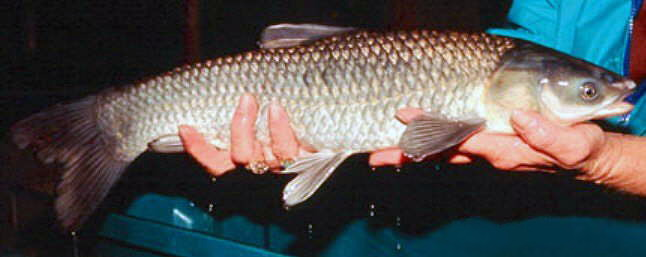
アオウオ

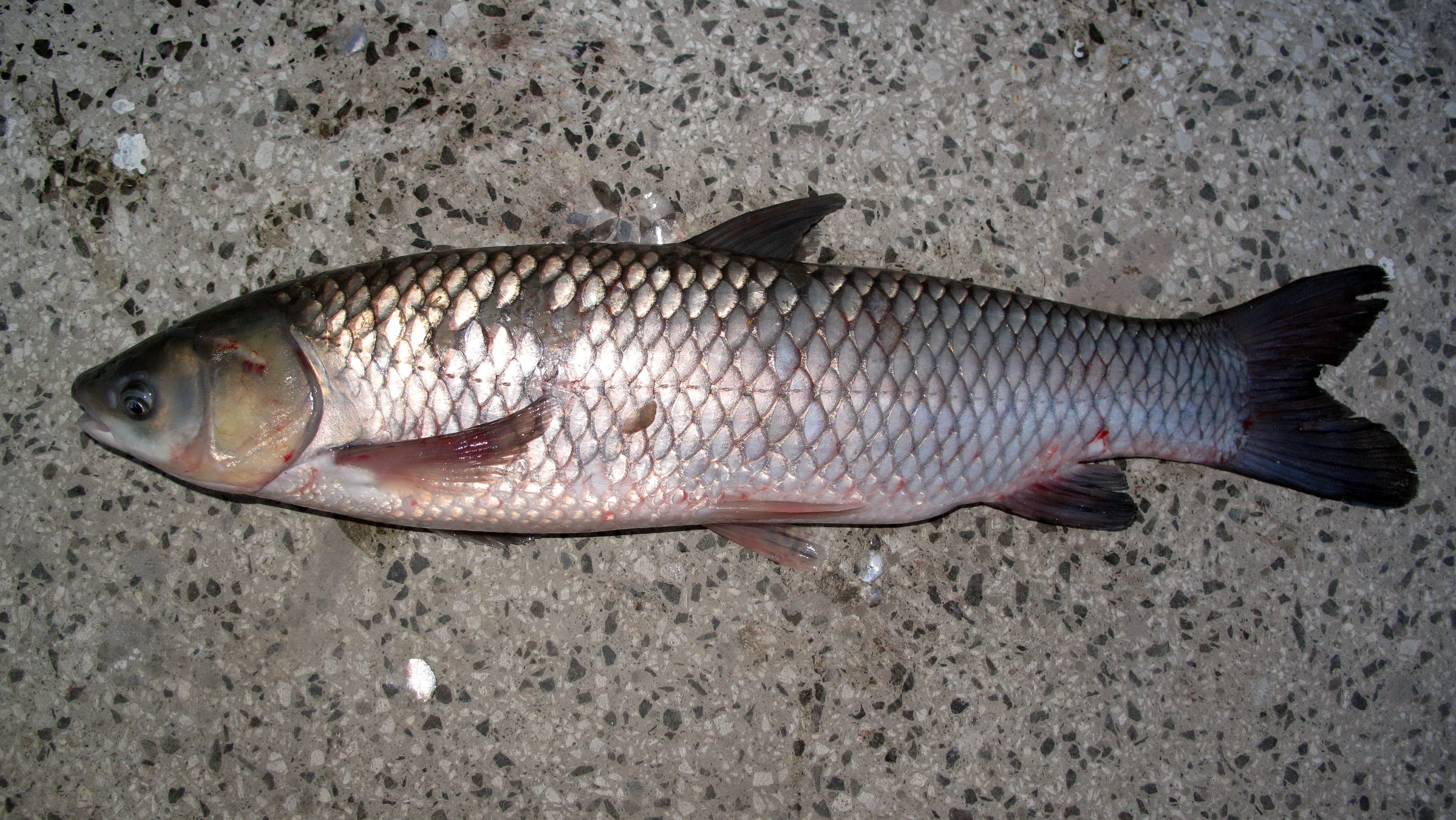
ソウギョ

家魚（かぎょ）とは家畜に類する言葉で、牛や豚を家畜と呼ぶのと同じ意味。
唐の時代にはソウギョ・アオウオ・コクレン・ハクレンに鯉を加え「五大家魚」としていたが、唐の皇帝の姓が李氏で、鯉の「リ」と同じ発音であることを理由に、捕獲・調理が禁止となり鯉は外されて「四大家魚」となった。

## 循環構造
家魚は物質循環に配慮した高度な循環系が人の手により編み出されている。
- 刈り取った雑草を池に入れると、ソウギョが食べる。
- ソウギョの排泄物をタニシなどの水生の小動物が食べる。
- このタニシなどの小動物をアオウオが食べる。
- これらの食べ残しや糞、生活で出た屎尿などで植物プランクトンが育つ。
- 植物プランクトンが増えるとこれを餌にしている動物プランクトンが増える。
- 植物プランクトンをハクレンが食べ動物プランクトンをコクレンが食べる。

※与える飼料は刈り取った雑草や屎尿のみで、餌代がかからない。

## 生産
唐の時代以前はコイが最も広く養殖されていた淡水魚であった。しかし、唐の皇室の姓が李氏（李世民など）であったため、コイの養殖・漁獲・販売が禁止された。漁師たちは他の魚種の天然の稚魚を捕獲して養殖することが必要となった。その結果、ソウギョ・アオウオ・ハクレン・コクレンが徐々に人気を集めていった。
四大家魚は本来、北部の暖温帯、モンスーン気候の大河川や湖沼が原産地で、自然分布域は主に中国東部の平原の長い河川や水域である。流水で産卵するため、卵は漂流しながら孵化することから、分布域は産卵場よりも下流に集中しており、孵化した稚魚が海に流れるまでに逃げ延び生存するためには長い河川が必要となる。このため中国東部の流れの短い甌江や霊江、そして多くの沿岸の渓流には自然分布していない。
北宋の時代でも四大家魚の養殖は引き続き広範囲で行われ、長江や珠江での養殖も徐々に盛んとなっていった。南宋末期に周密が癸辛雑識に記した記録によると、輸送、選別、販売は専門的な域に達していた。また、宋の時代には四大家魚の複合養殖技術が生み出されて急速に普及していった。養殖技術は、繁殖資源を最大限に活用するだけではなく、魚類の生産構造を豊かにして、生産の危険性を軽減できる。

## 主な特徴
四大家魚はコイ科に属している。アメリカ合衆国ではアジアン・カープと呼ばれているが、アジアン・カープには四大家魚以外のコイ科の種も含まれている。これら4種は、成長が早く病気に強いという共通点があり、一般消費用の魚として適している。また、成長期が成熟期よりも2・3年長いため、性成熟後も成長を続ける。
1000年以上の人為選択により、優れた淡水水生種となった。中国の淡水養殖魚の構造において、四大家魚は常に主要な位置を占めている 。四大家魚の生産量は中華人民共和国の養殖総生産量の約48%を占める 。長江での稚魚生産量は最盛期には300億匹以上に達していた。四大家魚は中華人民共和国全ての主要な水系に広く分布しており、野生種・養殖種共に数多く存在している。四大家魚の流通量と稚魚の生産量は淡水漁業資源の公式統計において重量な指標となっている。1950年代に人工養殖が成功し、中華人民共和国の水産養殖産業の発展に大きく貢献した。

## 外来種問題
現在、四大家魚はコイと共に、アメリカを始め世界の多くの国や地域のいくつかの主要な淡水湖に侵入している。

## 日本における導入の試み
第二次世界大戦中の日本では、食糧増産のために中国から四大家魚を利根川水系に導入した。しかし、利根川水系以外には根付かず（構成比はハクレンが約90％、ソウギョが約10％、アオウオ、コクレンは1％に満たない）。戦後、これら4種は食糧問題の解決には十分資さないまま、ソウギョを水域の除草目的に転用することとなった。ソウギョの過剰な放流で、在来の水生植物群落をほぼ壊滅的な状態に追い込んだケースも見られた。また、富栄養化した水域ではソウギョによる水草除去が一段落した後、植物プランクトンが大量発生し、水草が繁茂していたとき以上に環境が悪化して問題となった。